# 小田桐勝英
小田桐 勝英（おだぎり かつひで、1834年（天保5年） - 1917年（大正6年））は、明治から大正時代の政治家。青森県会議長。青森県東津軽郡青森町長。旧姓は花田。

## 経歴
弘前藩士の四男として生まれ、鰺ヶ沢小田桐家の養子となる。青森町会議員、西津軽郡長、青森県会議員、同副議長、同議長を歴任した。
1893年（明治26年）鰺ヶ沢から木造への郡役所移転を巡る騒動では扇動者として拘束されたがのちに無罪となった。のち青森町長に当選し、同町へ移った。
郡長時代には千巷および水文庵風月と号し鰺ヶ沢町民に俳句を指導した。